# Groene Lijn (grens)

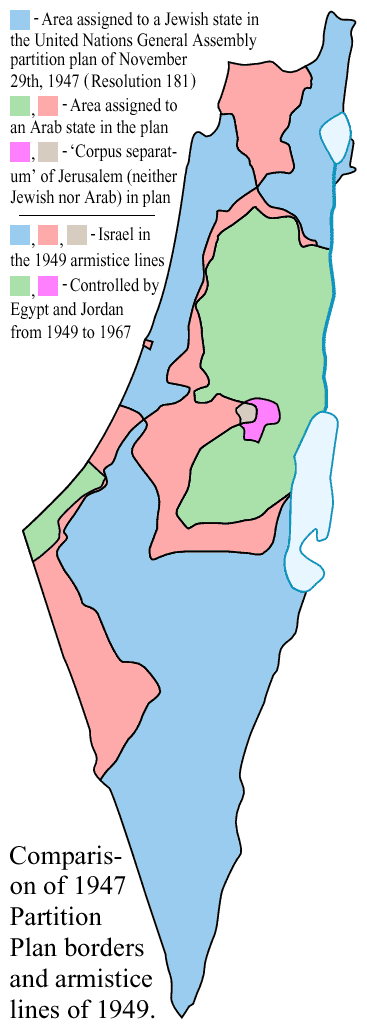
VN-Verdelingsplan 1947 vs. wapenstilstandsgrens 1949

De Groene Lijn (ook wel Groene Grens genoemd) is een geografische scheidslijn tussen Israël en Palestina. Deze lijn betreft de wapenstilstandsgrenzen die in 1949 overeengekomen zijn tussen Egypte, Israël, Jordanië en Syrië na de Arabisch-Israëlische Oorlog van 1948. De term is vervolgens ook gebruikt in verschillende spanningsgebieden zoals bij grenzen in Libanon en Cyprus.

## Israël en Palestina
De Groene Lijn is een algemeen gebruikte term voor deze wapenstilstandsgrens van 1949 van de staat Israël met de Palestijnse Gebieden (de Gazastrook en de Westelijke Jordaanoever).
Op landkaarten in scholen in Israël is gebleken dat deze grenslijn tussen Israël en de in 1967 door Israël bezette gebieden niet is aangegeven. Vragen om gegevens over deze grenslijn blijven onbeantwoord; die vallen onder de uitzonderingen in de Israëlische wet op de vrijheid van informatie (Engels: Freedom of Information Law). Het wordt buiten de publiciteit gehouden als 'vertrouwelijk militair materiaal'.

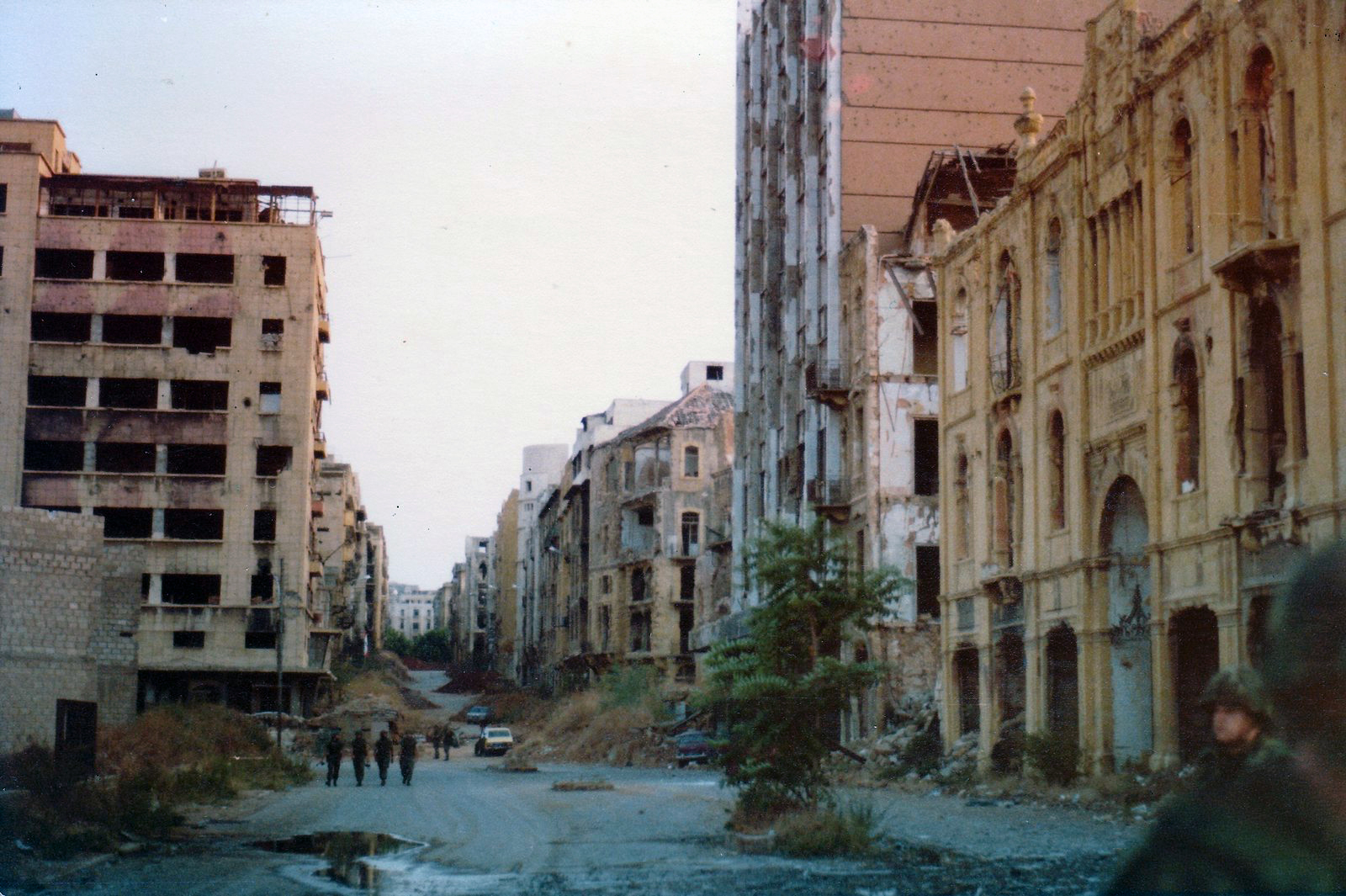
Groene lijn in Beiroet (1982)

## Libanon
De Groene Lijn in Libanon stamt uit de Libanese Burgeroorlog die duurde van 1975 tot 1990, en was de frontlinie tussen het christelijke Oost-Beiroet en het islamitische West-Beiroet. 
De bestandslijn van 1967 tussen Israël en Libanon wordt aangeduid als Blauwe Grens. 

## Cyprus

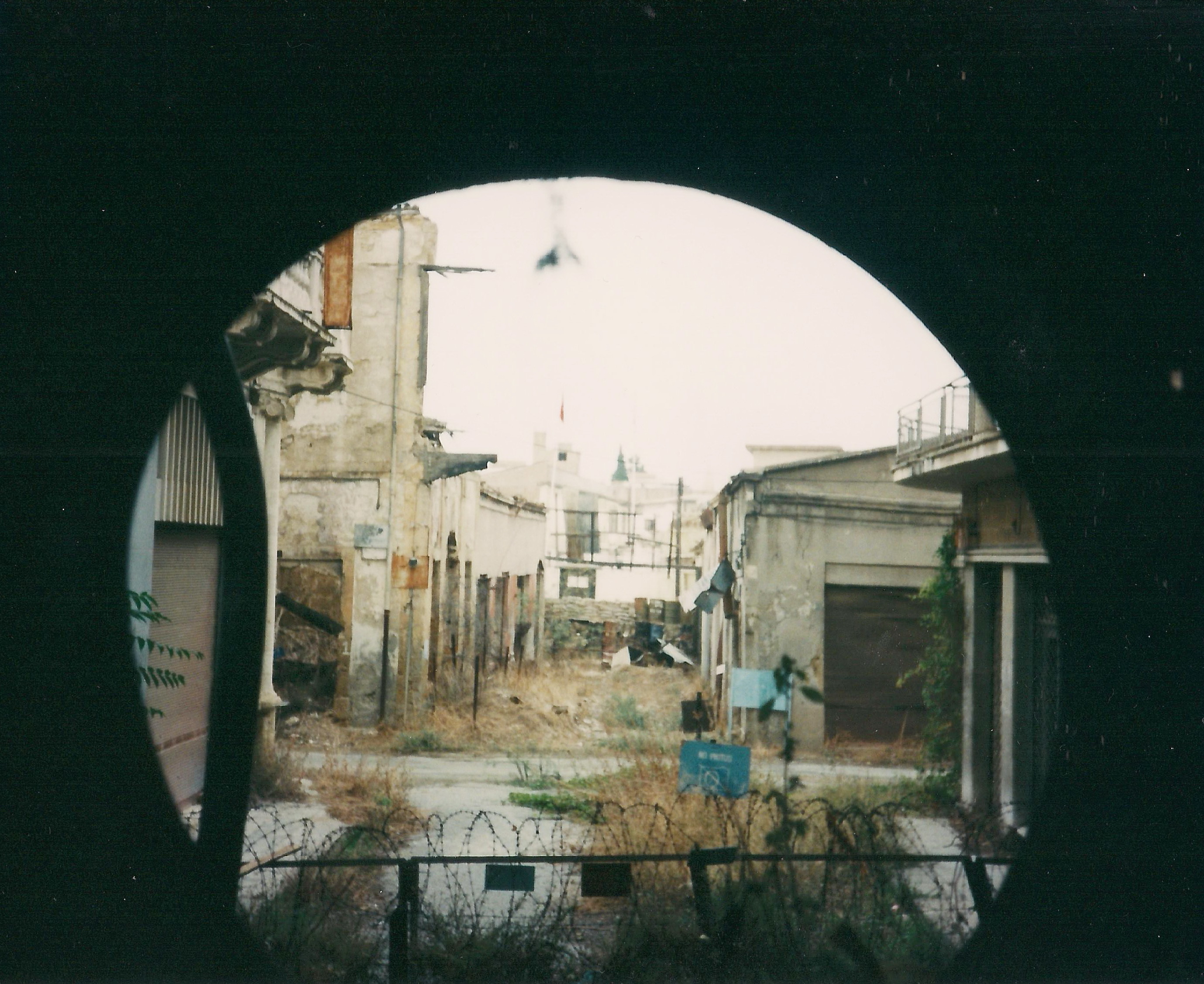
De "Groene Lijn" in Ledra Street, Nicosia, Cyprus, 1997

De Groene Lijn is de scheidingslijn die de Cypriotische hoofdstad Nicosia opdeelt in het Griekse Zuid-Cyprus en het Turkse Noord-Cyprus. Deze scheiding is ontstaan in 1974 na de Turkse invasie op het eiland, hetgeen leidde tot de Turkse Republiek Noord-Cyprus. Een andere naam voor de scheidingslijn is de 'Attila Lijn', of VN-Bufferzone.